# Orbital Piloted Assembly and Experiment Complex

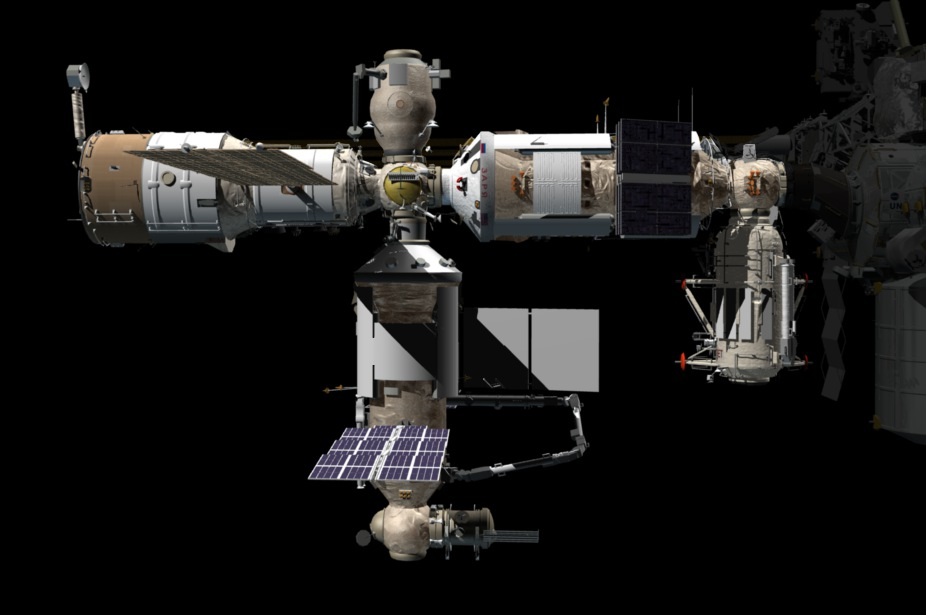
Segment orbital russe - post lancement de Nauka

Orbital Piloted Assembly and Experiment Complex (OPSEK, en français : complexe expérimental et assemblage orbital piloté) est le successeur russe prévu à la Station spatiale internationale, avec l'objectif principal de soutenir l'exploration spatiale.

## Vue d'ensemble
Avant la mise hors service prévue de la Station spatiale internationale fin de la décennie 2020, l'Agence spatiale russe envisage de détacher certains de ses modules, tels que le Multipurpose Laboratory Module Nauka et de les utiliser comme base pour une nouvelle station spatiale. L'objectif principal de l'OPSEK serait de soutenir d'éventuelles missions habitées vers Mars. Tous les composants principaux de l'expédition vers Mars seraient d'abord amarrés à la station, avant de partir pour Mars. Comme rôle secondaire, la station soutiendrait également des expéditions lunaires.
Le 17 juin 2009, l'agence spatiale russe, Roskosmos a officiellement informé les États-Unis de son intention de « construire et se préparer à l'exploitation des premiers éléments du complexe spatial OPSEK par la fin du cycle de vie de l'ISS. »
Selon l'entreprise russe RKK Energuia, la nouvelle station doit être capable d'effectuer les tâches suivantes :
- Assemblage de gros véhicules spatiaux
- Essais en vol et lancements
- Création, entretien et remplissage de remorqueurs inter-orbitaux
- Offrir des conditions médicales et biologiques nécessaires à la réhabilitation des équipages de l'expédition inter-planétaire après leur retour à l'orbite de la Terre.

## Modules
Les modules de l'OPSEK seront ceux que comportera la partie russe de la Station spatiale internationale, au moment de la séparation de la station :
- 1998, Zarya (FGB-1) - appartenant à la NASA, pourrait être échangé contre des vols Soyouz/Progress en 2013[4]
- 2000, Zvezda - partie potentielle de OPSEK, mais non confirmée
- 2009, Poisk - partie potentielle de OPSEK, mais non confirmée
- 2010, Rassvet - amarré à Zarya, si Zarya n'est pas acheté ou transféré, il pourrait être déplacé vers d'autres emplacements du Russian Orbital Segment
- 2021, Nauka (FGB-2) - doit faire partie de OPSEK, lancé le 21 juillet 2021 et amarré à la Station spatiale internationale le jeudi 29 juillet 2021.
- 2021, Prichal - doit faire partie de OPSEK
- 2022, Science-Power Module-1 doit faire partie de OPSEK[5]